# Gangsta Story
Gangsta Story è un singolo del cantautore italiano Tropico e del produttore discografico Dat Boi Dee, pubblicato il 13 settembre 2024.

## Descrizione
In merito alla nascita del brano e alla collaborazione, gli artisti hanno dichiarato:
(Tropico)
(Dat Boi Dee)

## Video musicale
Il video, diretto da Attilio Cusani, è stato reso disponibile in concomitanza con il lancio del singolo attraverso il canale YouTube del cantautore.

## Tracce
Testi di Davide Petrella, musiche di Davide Totaro e Vincenzo Marino.
1. Gangsta Story – 3:13